# Jugement usuel
 (février 2021).
Le jugement usuel est un mode de scrutin. Il fut inventé indépendamment trois fois au début du XXIe siècle : d’abord par Andrew Jennings en 2010, puis par Jameson Quinn et enfin par Adrien Fabre, chercheur français en économie, en 2019. En 2024, ce dernier propose de renommer ce mode de scrutin "jugement médian", estimant qu’il s’agit de la meilleure méthode de la meilleure médiane. 
C’est une méthode de la meilleure médiane : un système de vote par valeurs qui se distingue par la détermination du gagnant par la médiane plutôt que la moyenne.
Comme le jugement majoritaire dont il est inspiré, le jugement usuel utilise des appréciations verbales plutôt que numériques pour évaluer les candidats ou options. Le jugement usuel utilise cependant, selon Fabre, une méthode plus fiable pour départager les égalités entre candidats.

## Présentation
L'électeur attribue à chaque candidat une mention verbale parmi une échelle commune, du type :
|            | Excellent | Très bien | Bien | Assez bien | Passable | Insuffisant | À rejeter |
| ---------- | --------- | --------- | ---- | ---------- | -------- | ----------- | --------- |
| Candidat A |           |           |      |            |          | X           |           |
| Candidat B |           | X         |      |            |          |             |           |
| Candidat C |           |           |      |            |          | X           |           |
| Candidat D |           |           |      | X          |          |             |           |

Un électeur peut donner la même mention à plusieurs candidats. Les candidats non évalués reçoivent la mention « À rejeter. ».
Au décompte, on totalise pour chaque candidat les appréciations reçues et on présente la part que chaque appréciation représente dans les votes exprimés. C'est son « profil de mérite » :
| Candidat | Excellent | Très Bien | Bien    | Assez Bien | Passable | Insuffisant | À Rejeter | TOTAL |
| -------- | --------- | --------- | ------- | ---------- | -------- | ----------- | --------- | ----- |
| A        | 2,10 %    | 15,32 %   | 21,28 % | 19,71 %    | 9,12 %   | 17,63 %     | 14,84 %   | 100 % |
| B        | 2,22 %    | 17,05 %   | 18,51 % | 12,95 %    | 13,42 %  | 11,58 %     | 24,27 %   | 100 % |
| C        | 1,00 %    | 9,00 %    | 10,00 % | 15,00 %    | 15,00 %  | 25,00 %     | 25,00 %   | 100 % |

Cela se présente graphiquement sous la forme d'un histogramme cumulé dont le total correspond à 100 % des voix exprimées :
|  | ↓ | Point médian |

|  |  |  |  |  |  |  |

|  |  |  |  |  |  |  |

|  |  |  |  |  |  |  |

On détermine pour chaque candidat sa « mention majoritaire » : il s'agit de l'unique mention qui obtient la majorité absolue des électeurs contre toute mention inférieure, et la majorité absolue ou l’égalité contre toute mention supérieure. En pratique, lorsque le nombre d’électeurs est impair de la forme 2N+1, la mention majoritaire est la mention attribuée par l’électeur N+1, et lorsque le nombre d’électeurs est pair de la forme 2N, la mention majoritaire est la mention attribuée par l’électeur N.
Ce mode de sélection signifie que la majorité absolue (strictement plus de 50 %) des électeurs jugent qu'un candidat mérite au moins sa mention majoritaire, et que la moitié ou plus (50% ou plus) des électeurs jugent qu'il mérite au plus sa mention majoritaire, ce qui ressemble à la notion de médiane.
Le candidat élu est celui qui obtient la meilleure mention majoritaire.

## Formule de départage des égalités
Lorsque plusieurs candidats obtiennent la même mention majoritaire, une formule de départage doit être appliquée. C’est cette formule qui distingue le jugement usuel des autres méthodes de la meilleure médiane tels que le jugement majoritaire.
- La mention majoritaire d’un candidat {\displaystyle c} est notée {\displaystyle \alpha _{c}}.
- La part des partisans de {\displaystyle c}, notée {\displaystyle p_{c}} désigne la part des électeurs attribuant à {\displaystyle c} une évaluation strictement supérieure à sa mention médiane {\displaystyle \alpha _{c}}. Par exemple, tous les électeurs ayant jugé un candidat « Excellent », « Très Bien » ou « Bien », tandis que sa mention majoritaire est « Assez Bien ».
- La part des opposants à {\displaystyle c}, notée {\displaystyle q_{c}} désigne la part des électeurs attribuant à {\displaystyle c} une note strictement inférieure à sa mention médiane {\displaystyle \alpha _{c}}. Par exemple, tous les électeurs ayant jugé un candidat « À rejeter », « Insuffisant » ou « Passable », tandis que sa mention majoritaire est « Assez Bien ».

Le jugement usuel ordonne les candidats selon la formule :
{\displaystyle n_{c}=\alpha _{c}+{\frac {1}{2}}{\frac {p_{c}-q_{c}}{1-p_{c}-q_{c}}}}
Soit : « la différence entre la part de partisans et la part d’opposants, divisée par la part d’électeurs ayant choisi la mention majoritaire, le tout divisé par deux ».

### Exemple
Reprenons l’exemple utilisé plus haut.
| Candidat | Excellent | Très Bien | Bien    | Assez Bien | Passable | Insuffisant | À Rejeter | TOTAL |
| -------- | --------- | --------- | ------- | ---------- | -------- | ----------- | --------- | ----- |
| A        | 2,10 %    | 15,32 %   | 21,28 % | 19,71 %    | 9,12 %   | 17,63 %     | 14,84 %   | 100 % |
| B        | 2,22 %    | 17,05 %   | 18,51 % | 12,95 %    | 13,42 %  | 11,58 %     | 24,27 %   | 100 % |
| C        | 1,00 %    | 9,00 %    | 10,00 % | 15,00 %    | 15,00 %  | 25,00 %     | 25,00 %   | 100 % |

Les candidats A et B obtiennent tous deux la mention majoritaire « Assez Bien ». Après application de la formule, le candidat A obtient le score {\displaystyle n_{A}} : « Assez Bien -0,073 » et le candidat B le score {\displaystyle n_{B}} : « Assez Bien -0,443 ».
Or, −0,073 > -0,443. Le candidat A ayant le score le plus élevé, il remporte l’élection.

### Départages supplémentaires
Si la formule de départage ci-dessus ne permet pas de déterminer un unique vainqueur (cas où plusieurs candidats obtiennent le même score), un score de départage complémentaire doit être calculé pour les candidats encore en lice, en remplaçant les partisans et opposants de chaque candidat par leurs « successeurs ».
On note {\displaystyle p_{c}^{n}} la part d'électeurs ayant attribué une mention supérieure ou égale à {\displaystyle \alpha _{c}+n}, et {\displaystyle q_{c}^{n}} la part d'électeurs ayant attribué une mention inférieure ou égale à {\displaystyle \alpha _{c}-n}.
Dans l'exemple ci-dessus, {\displaystyle p_{A}=0,387} ; {\displaystyle p_{A}^{2}=0,1742} ; {\displaystyle p_{A}^{3}=0,021} ; {\displaystyle p_{A}^{4}=p_{A}^{5}=p_{A}^{6}=0} et {\displaystyle q_{A}=0,4159} ; {\displaystyle q_{A}^{2}=0,3247} ; {\displaystyle q_{A}^{3}=0,1484} ; {\displaystyle q_{A}^{4}=q_{A}^{5}=q_{A}^{6}=0}.
On reprend alors la formule en remplaçant, pour chaque candidat, {\displaystyle p_{c}} et {\displaystyle q_{c}} par {\displaystyle p_{c}^{2}} et {\displaystyle q_{c}^{2}}.
On recommence ainsi de suite jusqu'à ce qu'un unique vainqueur soit désigné, en remplaçant dans la formule les parts des successeurs utilisées ({\displaystyle p_{c}^{n}} et {\displaystyle q_{c}^{n}}) par les parts de leurs successeurs respectifs ({\displaystyle p_{c}^{n+1}} et {\displaystyle q_{c}^{n+1}}).
Si après toutes ces étapes une égalité persiste, alors on classe les candidats encore en lice selon l'ordre lexicographique de leur vecteur {\displaystyle (-q_{c},p_{c},-q_{c}^{2},p_{c}^{2},-q_{c}^{3},p_{c}^{3},...,-q_{c}^{G-1},p_{c}^{G-1})} où {\displaystyle G} est le nombre de mentions qu'il est possible d'attribuer (dans l'exemple ci-dessus, {\displaystyle G=7}). Si cette comparaison ultime ne permet pas de désigner un unique vainqueur, c'est que les candidats encore à égalité ont obtenu exactement la même répartition de votes.

## Usage
Le jugement usuel permet deux formes de prise de décision collective. 
D’une part, l’élection d’une seule option ou d’un seul candidat parmi une liste, par exemple pour l’attribution d’un poste public. 
D’autre part, l’établissement d’un classement parmi des options ou des candidats, par exemple pour établir une liste graduée de priorités collectives.

## Propriétés et avantages
En tant que mode de scrutin, le jugement usuel réunit des avantages communs aux méthodes de la meilleure médiane, et des avantages propres à sa formule de départage des égalités.

### Avantages communs aux méthodes de la meilleure médiane
Les mentions verbales sont simples à comprendre et revêtent un sens commun pour tous les électeurs. Il n’y a pas de confusion sur le sens d’un « 5 » ou d’un « 4 », comme cela peut être le cas lors d’un vote par note.
L’électeur peut évaluer chaque candidat séparément et attribuer la même mention à plusieurs candidats - différence majeure avec le scrutin majoritaire uninominal et la méthode Borda.
Plusieurs candidats de tendances similaires peuvent se présenter sans se nuire. Il n’y a pas de « vote utile ».
L’électeur peut évaluer avec nuance chaque candidat, ce qui le distingue du vote par approbation, qui n’admet que deux réponses.
L’emploi de la médiane encourage la sincérité du vote au détriment du vote stratégique. Le vote par mention est moins manipulable que le vote par note.
Il n’y a qu’un seul tour de vote.
Les « profils de mérites » fournissent des informations très riches sur la popularité de chaque option dans l’électorat.
Le jugement usuel demandant aux électeurs d’évaluer les candidats et non de les classer entre eux, il échappe au théorème d’impossibilité de Arrow. Il échappe aussi au paradoxe de Condorcet, puisqu’il est toujours en mesure de désigner un vainqueur.

#### Similitude des résultats
À partir d’un échantillon de 187 paires de candidats issues de sondages réels, Adrien Fabre a établi les observations suivantes :
- le jugement usuel produit le même vainqueur que le jugement majoritaire dans 97,9 % des cas.
- le jugement usuel produit le même vainqueur qu’un calcul de la moyenne dans 97,3 % des cas.

### Avantages propres au jugement usuel
La formule de départage du jugement usuel comporte des avantages vis-à-vis des autres  méthodes de la meilleure médiane.

#### Meilleure intégration des opinions minoritaires
La formule de départage du jugement usuel prend en compte toutes les évaluations minoritaires ({\displaystyle p_{c}} et {\displaystyle q_{c}}), tandis que le jugement majoritaire ne considère que les plus grands groupes d’électeurs n’ayant pas attribué la mention majoritaire au candidat.

#### Moindre sensibilité aux variations infimes
Le jugement usuel est moins sensible aux variations infimes que le jugement majoritaire, le jugement typique et le jugement central. Une petite fluctuation dans l’électorat est moins susceptible d’inverser l’ordre des vainqueurs.
Cette propriété fait du jugement usuel un mode de scrutin plus robuste face aux accusations de fraude ou aux demandes de recomptages des bulletins. En effet, une petite différence de vote étant moins susceptible de modifier l’issue du scrutin, les candidats sont moins incités à contester abusivement les résultats.

#### Continuité
Face à des variations de votes, la fonction définie par la formule du jugement usuel est continue. Confrontés à ces mêmes variations, les fonctions du jugement majoritaire, le jugement typique et le jugement central perdent leur continuité.

#### Monotonie
La fonction définie par la formule du jugement usuel est monotone. Son sens de variation ne change pas. Toute augmentation du nombre de partisans {\displaystyle p_{c}} améliorera le score du candidat {\displaystyle n_{c}}. Toute augmentation du nombre d’opposants {\displaystyle q_{c}} diminuera le score du candidat {\displaystyle n_{c}}.
Un électeur ne peut donc pas désavantager son candidat favori en améliorant son évaluation, comme cela peut être le cas dans d’autres modes de scrutin.

## Inconvénients
La formule de départage des candidats peut paraître assez complexe de prime abord. Le choix de cette formule repose sur la comparaison entre plusieurs méthodes mathématiques peu connues du grand public.
Le calcul des scores finaux requiert un ordinateur. Nombre d’élections nationales reposent cependant déjà sur les calculs de tableurs informatiques, et donc des ordinateurs, après la centralisation des résultats des bureaux de votes.

### Programme informatique
- Paquet R implémentant différentes méthodes de meilleure médiane, ainsi que la méthode de meilleure somme : HighestMedianRules.